# I.M. Pei
Ieoh Ming Pei (født 26. april 1917, død 16. maj 2019), bedre kendt som I.M. Pei, var en kinesisk-født, amerikansk arkitekt.
Pei var manden bag den omfattende restaurering og udbygning af Louvre i Paris med den kontroversielle hovedindgang, "Den store Pyramide" i den centrale slotsgård og den imponerende underetage med lobby, Metrostation, butikker og multietnisk restaurant.
Han havde desuden tegnet Swissôtel The Stamford, som er 226 meter højt.
1. ↑  Navnet er anført på engelsk og stammer fra Wikidata hvor navnet endnu ikke findes på dansk.